# Caravaca de la Cruz
Caravaca de la Cruz – miasto w południowo-wschodniej Hiszpanii w prowincji Murcja, położone ok. 65 km na północny zachód od miasta Murcja.
Liczba ludności ok. 25 000 (2004), powierzchnia 859 km². 
Lokalny ośrodek produkcji obuwia, wyrobów tekstylnych, brandy i czekolady.

## Miasto pielgrzymek i relikwii

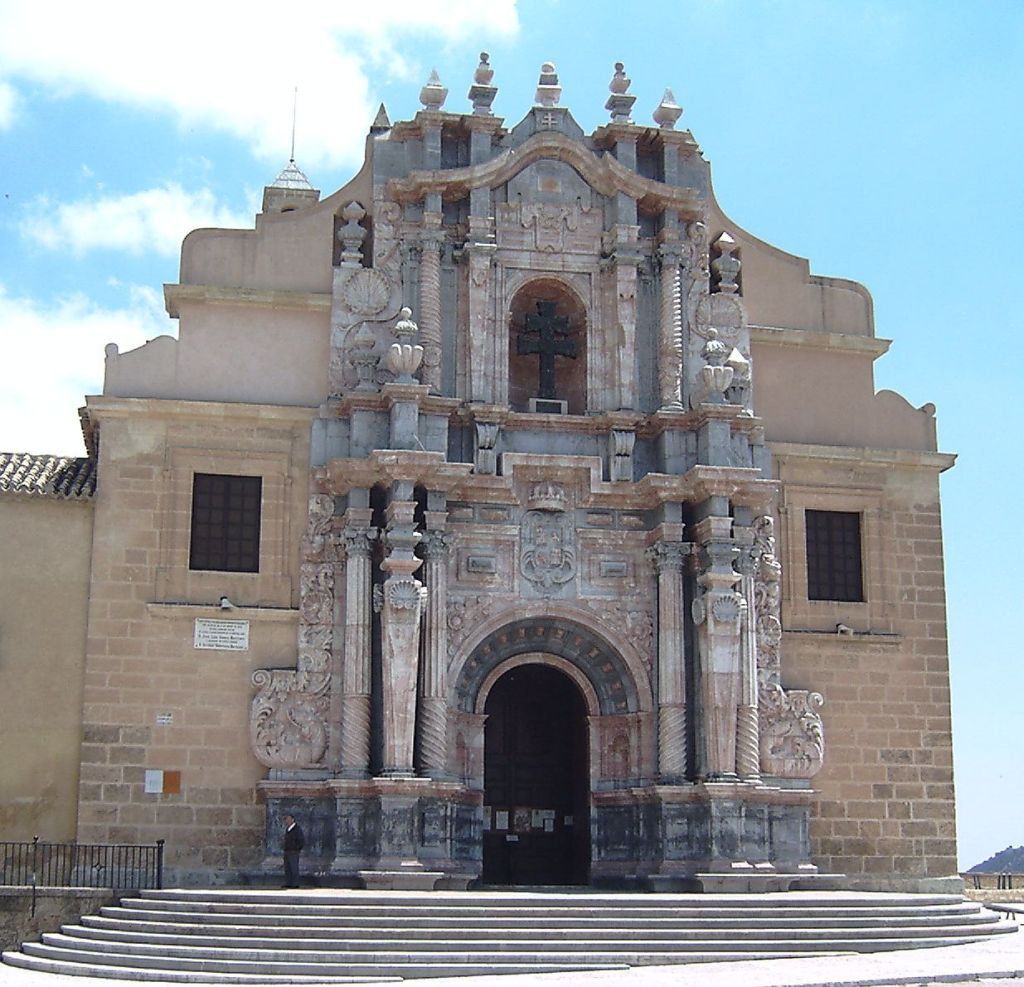
Santuario de la Vera Cruz

Miasto jest znanym miejscem pielgrzymkowym z powodu znajdujących się w nim słynących cudami relikwii w postaci drzazg krzyża świętego. Jest jednym z pięciu świętych miast katolickich, obok Rzymu, Jerozolimy, Santiago de Compostela i Santo Toribio de Liébana, czyli takich, którym dekretami papieskimi przyznano przywilej wieczystego odpustu. 
Relikwiarz, w którym przechowywane są domniemane drzazgi z krzyża męczeńskiego Chrystusa, ma kształt krzyża, zbliżonego wyglądem do krzyża patriarchalnego (dwa poprzeczne ramiona, z których położone wyżej jest krótsze). Wiąże się z nim legenda, według której krzyż ten jest cudownego pochodzenia. Mieli go przynieść aniołowie, gdy podczas prześladowań chrześcijan pod panowaniem arabskim władca zażądał z ciekawości odprawienia przez uwięzionego kapłana mszy, a nie było w pobliżu krzyża. Krzyż w formie krzyża z Caravaca (karawaka) stał się amuletem, popularnym nie tylko w Hiszpanii, zapobiegającym wielu nieszczęściom i chorobom. Chroni przed wypadkami i nagłymi zgonami, klątwami, kradzieżami, burzami, piorunami. Leczy bezsenność. Wiesza się go na drzwiach wejściowych (od wewnątrz) lub przechowuje w szkatułce owinięty w fioletowy jedwab, nosi w formie medalionu. Stał się talizmanem popularnym nie tylko wśród katolików. W Polsce popularny był jako krzyż chroniący przed zarazą. 
W rzeczywistości krzyż z Caravaca jest relikwiarzem zdobytym przez Ferdynanda III Świętego podczas wojny z Maurami w 1241 r. Jego nietypowy w łacińskiej Europie kształt wiąże się z pochodzeniem z chrześcijańskiego Wschodu. Do Caravaca przywieźli go templariusze, którzy otrzymali go jako dar od króla. Później relikwiarz posiadali zakonnicy z Zakonu Rycerskiego Świętego Jakuba.

## Fiesta
W Caravaca na początku maja odbywa się fiesta Caballos del Vino. Jest ona związana z legendą dotyczącą XIII-wiecznych wojen z Arabami. Podczas jednej z prób zdobycia twierdzy przez Maurów, udało im się zatruć wodę. Broniący miasta templariusze nie mogli w okolicy znaleźć pitnej wody, ale udało im się odkryć zapasy wina. Zapełnili nimi bukłaki, do których wcześniej włożyli krzyże, objuczyli nimi konia i przywieźli do miasta. Okazało się, że wino nie tylko uratowało mieszkańców przed śmiercią z pragnienia, ale nabrało również właściwości leczniczych. Upamiętniająca te wydarzenia fiesta trwa 3 dni, podczas których mieszkańcy podzieleni na Maurów i chrześcijan (odpowiednio przebrani) biorą masowo udział w konkursach. Pierwszego dnia oceniana jest uroda biorących w zawodach koni. Drugiego dnia odbywa się wyścig udekorowanych koni i towarzyszących każdemu z rumaków czterech mężczyzn. Ostatniego dnia oceniane są ozdoby koni. Dodatkowo odbywają się konkursy na najpiękniejsze stroje (przebrania) i wybierane są pary królewskie, posiadające najpiękniejsze, przygotowywane ręcznie, pracochłonne, bardzo kolorowe kostiumy.

## Zabytki
Najważniejszymi zabytkami miasta są:
- średniowieczny zamek-twierdza
- kościół El Salvador z XVI w.
- kościół La Santisima Cruz (1617 r.)